# Юкковая моль
Юкковая моль (лат. Tegeticula yuccasella) — вид чешуекрылых из семейства продоксид.

## Описание
Размах крыльев самцов составляет 18—24 мм, самок 19—27 мм. Передние крылья широкие и тупые, верхняя сторона белого,нижняя — тёмно-коричневого цвета. Задние крылья серо-коричневые, по краям наиболее тёмные.

## Распространение
Вид распространён в Северной Америке. Южная граница ареала простирается от Техаса до юга Канады, от восточного до западного побережья. Из-за культивирования юкки нитчатой ареал вида за последние 150 лет расширился.

## Образ жизни
При помощи сильно расширенных челюстей самка юкковой моли собирает комок пыльцы с цветков юкки. Затем она прокалывает яйцекладом завязь растения, откладывает туда яйца, а после этого спускается по столбику и засовывает комок пыльцы в рыльце. Моль обеспечивает опыление юкки. Гусеницы питаются завязывающимися семенами, примерно половину которых они съедают. Окукливание происходит в коконе в почве.
Считается, что симбиоз между юккой и юкковой молью сложился более 40 млн лет назад. 